# لشكر كاه
لشكر گاه (المعروفة قديمًا باسم بُسْتَ) هي مدينة في أفغانستان، وهي عاصمة ولاية هلمند.
ولشكر گاه تعني بالفارسية «محل العسكر». وهي التي ذكرها أبو سليمان الخطابي في بيتيه:
| لشكر كاه | وما غربة الإنسان في شقة النوى ولكنها والله في عدم الشكل وإني غريب بين بست وأهلها وإن كان فيها أسرتي وبها أهلي | لشكر كاه |

## المناخ
يظهر الجدول التالي التغييرات المناخية على مدار السنة للشكر كاه:
| البيانات المناخية لـلشكر كاه      | البيانات المناخية لـلشكر كاه | البيانات المناخية لـلشكر كاه | البيانات المناخية لـلشكر كاه | البيانات المناخية لـلشكر كاه | البيانات المناخية لـلشكر كاه | البيانات المناخية لـلشكر كاه | البيانات المناخية لـلشكر كاه | البيانات المناخية لـلشكر كاه | البيانات المناخية لـلشكر كاه | البيانات المناخية لـلشكر كاه | البيانات المناخية لـلشكر كاه | البيانات المناخية لـلشكر كاه | البيانات المناخية لـلشكر كاه |
| الشهر                             | يناير                        | فبراير                       | مارس                         | أبريل                        | مايو                         | يونيو                        | يوليو                        | أغسطس                        | سبتمبر                       | أكتوبر                       | نوفمبر                       | ديسمبر                       | المعدل السنوي                |
| --------------------------------- | ---------------------------- | ---------------------------- | ---------------------------- | ---------------------------- | ---------------------------- | ---------------------------- | ---------------------------- | ---------------------------- | ---------------------------- | ---------------------------- | ---------------------------- | ---------------------------- | ---------------------------- |
| متوسط درجة الحرارة الكبرى °م (°ف) | 14.8 (58.6)                  | 17.7 (63.9)                  | 24.3 (75.7)                  | 28.8 (83.8)                  | 35.4 (95.7)                  | 40.6 (105.1)                 | 41.7 (107.1)                 | 39.9 (103.8)                 | 35.5 (95.9)                  | 29.7 (85.5)                  | 22.0 (71.6)                  | 16.5 (61.7)                  | 28.9 (84.0)                  |
| المتوسط اليومي °م (°ف)            | 7.6 (45.7)                   | 10.5 (50.9)                  | 16.4 (61.5)                  | 20.5 (68.9)                  | 26.5 (79.7)                  | 30.9 (87.6)                  | 32.8 (91.0)                  | 30.3 (86.5)                  | 25.1 (77.2)                  | 19.4 (66.9)                  | 12.7 (54.9)                  | 8.3 (46.9)                   | 20.1 (68.1)                  |
| متوسط درجة الحرارة الصغرى °م (°ف) | 0.5 (32.9)                   | 3.3 (37.9)                   | 8.6 (47.5)                   | 12.3 (54.1)                  | 17.6 (63.7)                  | 21.2 (70.2)                  | 23.9 (75.0)                  | 20.8 (69.4)                  | 14.8 (58.6)                  | 9.1 (48.4)                   | 3.5 (38.3)                   | 0.2 (32.4)                   | 11.3 (52.4)                  |
| المصدر: Climate-Data.org          |                              |                              |                              |                              |                              |                              |                              |                              |                              |                              |                              |                              |                              |

## أعلام
- ابن حبان
- إحسان أمان
- أبو سليمان الخطابي
- أبو الفتح البستي

## المصدر
1. ↑   https://latitude.to/map/af/afghanistan/cities/lashkar-gah. {{استشهاد ويب}}: |url= بحاجة لعنوان (مساعدة) والوسيط |title= غير موجود أو فارغ (من ويكي بيانات) (مساعدة)
2. ↑  GeoNames (بالإنجليزية), 2005, QID:Q830106
3. ↑  كاميرون يتفقد جنود بلاده بأفغانستان - الجزيرة نسخة محفوظة 17 أبريل 2016 على موقع واي باك مشين.
4. ↑  سير أعلام النبلاء نسخة محفوظة 02 يونيو 2017 على موقع واي باك مشين.
5. ↑  "Climate: Lashkar Gah - Climate-Data.org". مؤرشف من الأصل في 2017-03-29. اطلع عليه بتاريخ 2016-09-09.